# Ellinsaari (ö i Norra Savolax)
Ellinsaari är en ö i Finland. Den ligger i sjön Vuorinen och i kommunen Lapinlax i den ekonomiska regionen  Övre Savolax   och landskapet Norra Savolax, i den centrala delen av landet, 400 km norr om huvudstaden Helsingfors. Öns area är 0,2 hektar och dess största längd är 70 meter i sydväst-nordöstlig riktning.